# Gérsio Passadore
Gérsio Passadore (São Paulo, 11 de outubro de 1931 — data de morte desconhecida) foi um futebolista brasileiro que atuou como lateral-esquerdo.

## Palmeiras
Gérsio foi para o Palmeiras em 1951, e jogou até 1958. No clube seu único título foi a Copa Rio de 1951, em que não jogou durante a competição, mas fez parte do elenco.

## São Paulo
Em 1958, vai para o São Paulo, onde começa a atuar mais adiantado. Nesse mesmo ano se torna presidente do Sindicato de Atletas Profissionais do Estado de São Paulo, cargo em que ficaria até 1969. Ainda foi agente do jogador Zé Maria.

## Títulos
Palmeiras
- Copa Rio de 1951